# Marais des Cygnes River
Der Marais des Cygnes River ist ein Nebenfluss des Osage River im Osten des US-Bundesstaates Kansas und im Westen von Missouri in den Vereinigten Staaten. Durch den Osage River und den Missouri River gehört er zum Flusssystem des Mississippi River.

## Etymologie
Der Name Marais des Cygnes stammt aus dem Französischen und bedeutet Marsch der Schwäne. Er leitet sich vermutlich vom in der Region weit verbreiteten Trompeterschwan ab.

## Geographie
Der Fluss bildet sich aus dem Elm Creek und dem Hundred Forty Two Mile Creek nördlich von Reading in Kansas. Er fließt südwestlich durch das Marais des Cygnes National Wildlife Refuge und endet schließlich in Missouri im Little Osage River und geht hier in den Osage River über.
Im Osage County wird der Fluss zum Melvern Lake im Eisenhower State Park aufgestaut.